# 普廖里宮
普廖里宮（義大利語：Palazzo dei Priori，意为“第一市民宫”）是位於義大利中部翁布里亞大區佩魯賈的一座歷史建築。普廖里宮始建於1303年，又名“新人民宮”（Palazzo Nuovo del Popolo），是佩魯賈的地標性建築之一。現在普廖里宮的建築被作為國立翁布里亞美術館使用。

## 外部連結

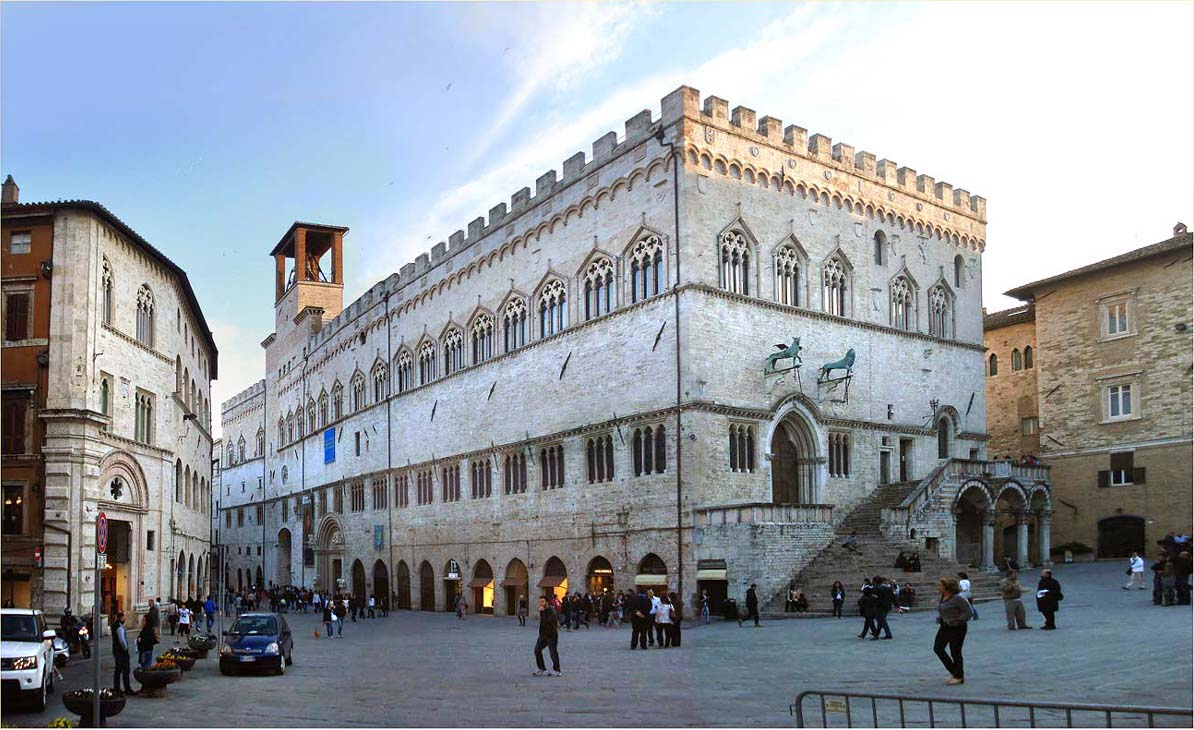
普廖里宮

- Perugia On-line: Palazzo dei Priori （页面存档备份，存于）

43°06′43″N 12°23′20″E / 43.112°N 12.389°E